# Charles Armand de Gontaut-Biron

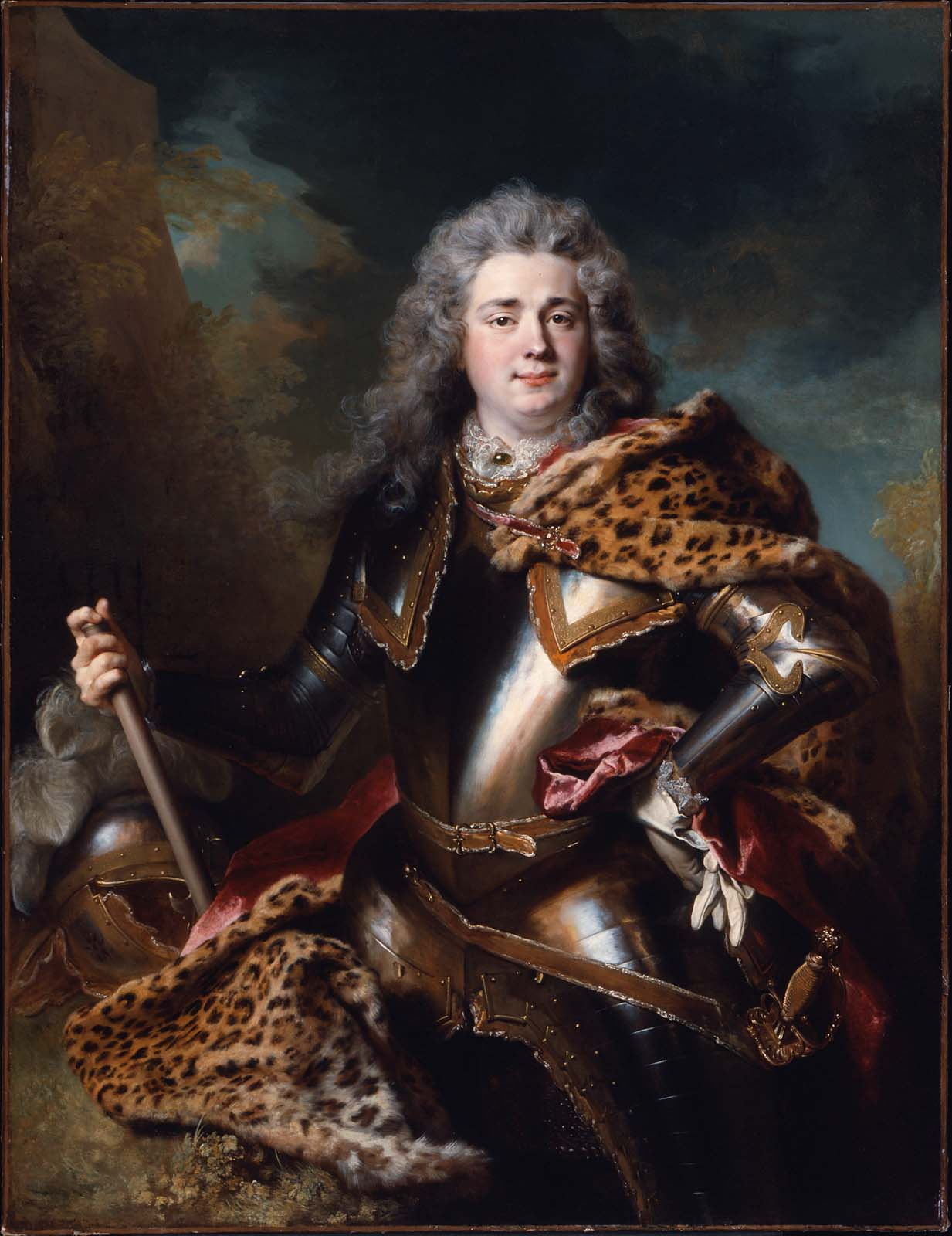
Portret van Charles Armand de Gontaut door Nicolas de Largillière (1714)

Charles Armand de Gontaut, 2e hertog van Biron (5 augustus 1663 — 23 juli 1756), zoon van François de Gontaut en Élisabeth de Cossé, en achterkleinzoon van Armand de Gontaut, was een Frans militair leider uit het huis Gontaut die diende onder Lodewijk XIV en Lodewijk XV. Door deze laatste werd hij in 1734 benoemd tot maarschalk van Frankrijk.
Gontaut was onder andere bevelhebber van de Franse voorhoede bij de Slag bij Oudenaarde (1708) in de Spaanse Successieoorlog. In die hoedanigheid speelde hij een belangrijke rol in deze slag. Door het overwicht van de vijandelijke Britse troepenmacht was hij echter niet in staat een Franse nederlaag te voorkomen.
Hij trouwde met Marie-Antoinette de Lauzun, een nicht van Antonin Nompar de Caumont, hertog van Lauzun. Samen kregen zij veertien kinderen, onder wie:
- Louis-Antoine (1700-1788), maarschalk van Frankrijk
- Charles-Antoine (1708-1800)